# Liste des sous-marins de l'Espagne

Emblème des unités sous-marines de la marine espagnole

La liste des sous-marins de l'Espagne, regroupe les sous-marins commandés ou exploités par la marine espagnole (en espagnol : Armada Española) au fil des ans.

## Torpilleur sous-marin "Peral"
- Torpilleur sous-marin Isaac Peral 1888 – 1890. Conservé à Carthagène.

## Classe Isaac Peral
- Isaac Peral (A-0) 1917 – 1932.

## Classe A
- Narciso Monturiol (A-1) 1917 – 1934 (nommé en l'honneur de  Narcís Monturiol i Estarriol).
- Cosme Garcia (A-2) 1917 – 1931 (nommé en l'honneur de Cosme García Sáez).
- A-3 1917 – 1932.

## Classe B
- B-1 1922 – 1940, coulé dans la baie d'Alcúdia  à Majorque
- B-2 1922 – 1952.
- B-3 1922 – 1940.
- B-4 1923 – 1941.
- B-5 1925 – 1936, coulé près d'Estepona.
- B-6 1926 – 1936, coulé par le destroyer Velasco durant la Guerre civile espagnole.

## Classe C
- Isaac Peral (C-1) 1928 – 1950.
- C-2 1928 – 1951.
- C-3 1928 – 1936, coulé par le sous-marin allemand U-34.
- C-4 1928 – 1946, accidentellement éperonné par le destroyer Lepanto.
- C-5 1928 – 1937, perdu.
- C-6 1928 – 1937, sabordé.

## Classe D
- D-1 renommé S-11, 1947 – 1965.
- D-2 réaménagé et renommé S-21, 1951 – 1971.
- D-3 réaménagé et renommé S-22, 1954 – 1971.

## Classe General Mola
- General Mola ex-italien Archimede, 1937 – 1958.
- General Sanjurjo ex-italien Torricelli, 1937 – 1958.

## Classe G
- 6 sous-marins allemands Type VIIC (G-1 à G-6) construits sous licence en Espagne ; annulés, une seule quille posée.
- G-7; renommé S-01 ex-U-573  1942 – 1970.

## Classe Balao
- Almirante García de los Reyes (S-31) ex-USS Kraken (SS-370) 1959 – 1982.
- Isaac Peral (S-32) ex-USS Ronquil (SS-396) (Greater_Underwater_Propulsion_Power_Program#GUPPY_IIA) 1971 – 1987.
- Narciso Monturiol (S-33) ex-USS Picuda (SS-382) (Guppy IIA) 1972 – 1977.
- Cosme García (S-34) ex-USS Bang (SS-385) (Guppy IIA) 1972 – 1983.
- Narciso Monturiol (S-35) ex-USS Jallao (SS-368) (Guppy IIA) 1974 – 1984.

## Classe Foca
- SA-41 1963 – 1967. Conservé à Port Mahon.
- SA-42 1963 – 1967. Conservé à Carthagène.

## Classe Tiburón
- SA-51 1966. Conservé à Barcelone.
- SA-52 1966. Conservé à Carthagène.

## Classe Delfín
Classe Daphné française construite en Espagne sous licence.
- Delfín (S-61) 1973 – 2003. Conservé à Torrevieja.
- Tonina (S-62) 1973 – 2005.
- Marsopa (S-63) 1975 – 2006.
- Narval (S-64) 1975 – 2003.

## Classe Galerna
Classe Agosta française construite en Espagne sous licence.
- Galerna (S-71) 1983 – Actif.
- Siroco (S-72) 1983 – Juin 2012.
- Mistral (S-73) 1985 – Juin 2020.
- Tramontana (S-74) 1986 – Actif.

## Classe S-80
- Isaac Peral (S-81)[1] En construction.
- Narciso Monturiol (S-82)[1] En construction.
- Cosme García (S-83)[1] En construction.
- Mateo García de los Reyes (S-84)[1] En construction.